# Sojabönssläktet
Sojabönssläktet (Glycine) ett släkte i familjen ärtväxter med 10 till 15 arter från gamla världens tropiska och subtropiska områden. Arten sojaböna (G. max) är en viktig kulturväxt.
Arter enligt Catalogue of Life:
- Glycine arenaria
- Glycine argyrea
- Glycine canescens
- Glycine clandestina
- Glycine curvata
- Glycine cyrtoloba
- Glycine dolichocarpa
- Glycine falcata
- Glycine latifolia
- Glycine latrobeana
- sojaböna (Glycine max)
- Glycine microphylla
- Glycine pindanica
- Glycine tabacina
- Glycine tomentella